# Istituto secolare Cristo Re
L'Istituto secolare Cristo Re è un istituto secolare della Chiesa cattolica, cioè una comunità di laici che pronunciano i voti di povertà, castità ed obbedienza, ma non conducono vita comune e si impegnano in tutti gli ambiti della vita quotidiana.

## Storia
L'Istituto è stato fondato da Giuseppe Lazzati, politico e docente universitario italiano. Lazzati maturò la scelta di "consacrazione secolare" ed iniziò un percorso all'interno dei Missionari della Regalità di Cristo, istituto secolare d'ispirazione francescana fondato da frate Agostino Gemelli. Nel 1939, però, insieme ad un gruppo di amici e sostenuto dal cardinale di Milano, il beato Alfredo Ildefonso Schuster,  diede vita a un sodalizio di laici denominato Milites Christi che verrà poi eretto a istituto secolare di diritto diocesano nel 1952; nel 1963 l'Istituto otterrà l'approvazione pontificia e nel 1969 assumerà il nome definitivo di Istituto secolare Cristo Re.

## Finalità
Gli appartenenti all'ISCR vivono nel mondo per testimoniare la propria fede, impegnandosi nelle realtà terrene secondo i valori del Vangelo. L'istituto si ispira a Cristo Re  perché i suoi membri intendono testimoniare la sovranità di Cristo, una regalità diversa da quella umana, perché si caratterizza come servizio ed umiltà. Scopo del Lazzati, infatti, era quello di dar vita ad un istituto che non avesse proprie opere, ma si caratterizzasse proprio per essere composto da laici consacrati, che vivevano la propria consacrazione nel mondo senza alcun segno esteriore visibile, con l'unico obiettivo di edificare il Regno di Dio.

## Formazione
Vista l'assenza di strutture gerarchiche e di opere proprie, l'Istituto ha dato particolare importanza alla formazione dei propri membri. La formazione iniziale dura quattro anni. Ogni "aspirante" verrà seguito da un responsabile che lo assisterà in questo periodo. La formazione prevede sia momenti di confronto con il responsabile che momenti formativi comunitari.
Tale processo formativo continua anche dopo l'emissione dei primi voti, e raggiunge il suo culmine con l'emissione dei voti perpetui (non obbligatori), che avvengono di norma sette anni dopo i primi voti, cioè 11/12 anni dopo che si è intrapreso il cammino nell'istituto.
I membri dell'istituto sono tenuti a un impegno di "formazione permanente", durante tutta la vita, per rispondere ai vari cambiamenti sociali e culturali delle realtà umane in cui sono inseriti.

## Sedi
L'Istituto è organizzato in “Comunità” su base geografico-linguistica che comprendono un minimo di 10 membri. Ciascuna Comunità ha un presidente. L'Istituto è governato dal Presidente generale e dal Consiglio che viene eletto ogni cinque anni dal Congresso dell'Istituto. Data l'estrema libertà ed audeterminazione concessa ai membri, le comunità hanno una dimensione territoriale molto variabile.
L'istituto è al momento presente in: Italia, Polonia, Repubblica Democratica del Congo, India, Nuova Zelanda, Venezuela e Uganda.